# Усово (Невельский район)
Усово — деревня в Невельском районе Псковской области России. Входит в состав Артёмовской волости.

## География
Деревня расположена на юге области, примерно в 17 километрах на юго-восток от районного центра, города Невель, в 3 километрах от границы с Белоруссией и примерно в 265 километров от Пскова.
В 5 верстах к востоку находилась деревня Борисково, ныне урочище Борисково.
В 4 верстах к востоку находилась деревня Гнилово, ныне урочище Гнилово.

## Население
| 2001 | 2002 | 2010 |
| ---- | ---- | ---- |
| 246  | ↘187 | ↘160 |

## История
С января 1995 деревня входила в состав Лобковской волости.
В апреле 2015 года, после упразднения Лобковской волости, деревня вошла в состав Артёмовской волости.

## Инфраструктура
В деревне работают магазин Невельского райпо, фельдшерско-акушерский пункт и Усовская сельская библиотека-клуб.

## Транспорт
Деревня связана автобусным маршрутом с городом Невелем. В зимнее время автобус совершает рейсы ежедневно, что связано с необходимостью подвоза учеников в школу, расположенную в деревне.